# Chiara luce del giorno
Chiara luce del giorno (Clear Light of Day) è un romanzo di Anita Desai pubblicato nel 1980.
Ambientato a Old Delhi, il libro descrive le tensioni di una famiglia indiana durante e dopo l'infanzia, iniziando con i personaggi da adulti e viaggiando indietro nella loro vita. Mentre il tema principale è l'importanza della famiglia, altri temi predominanti comprendono l'importanza del perdono, la forza dei bambini, e il perdonare coloro a cui si vuole bene.
Il romanzo fu finalista all'edizione del 1980 del Booker Prize.

## Edizioni
- Anita Desai, Chiara luce del giorno, Einaudi, 2001,  p. 897, ISBN 88-06-17433-9.